# مسجد سلطان محمد فاتح

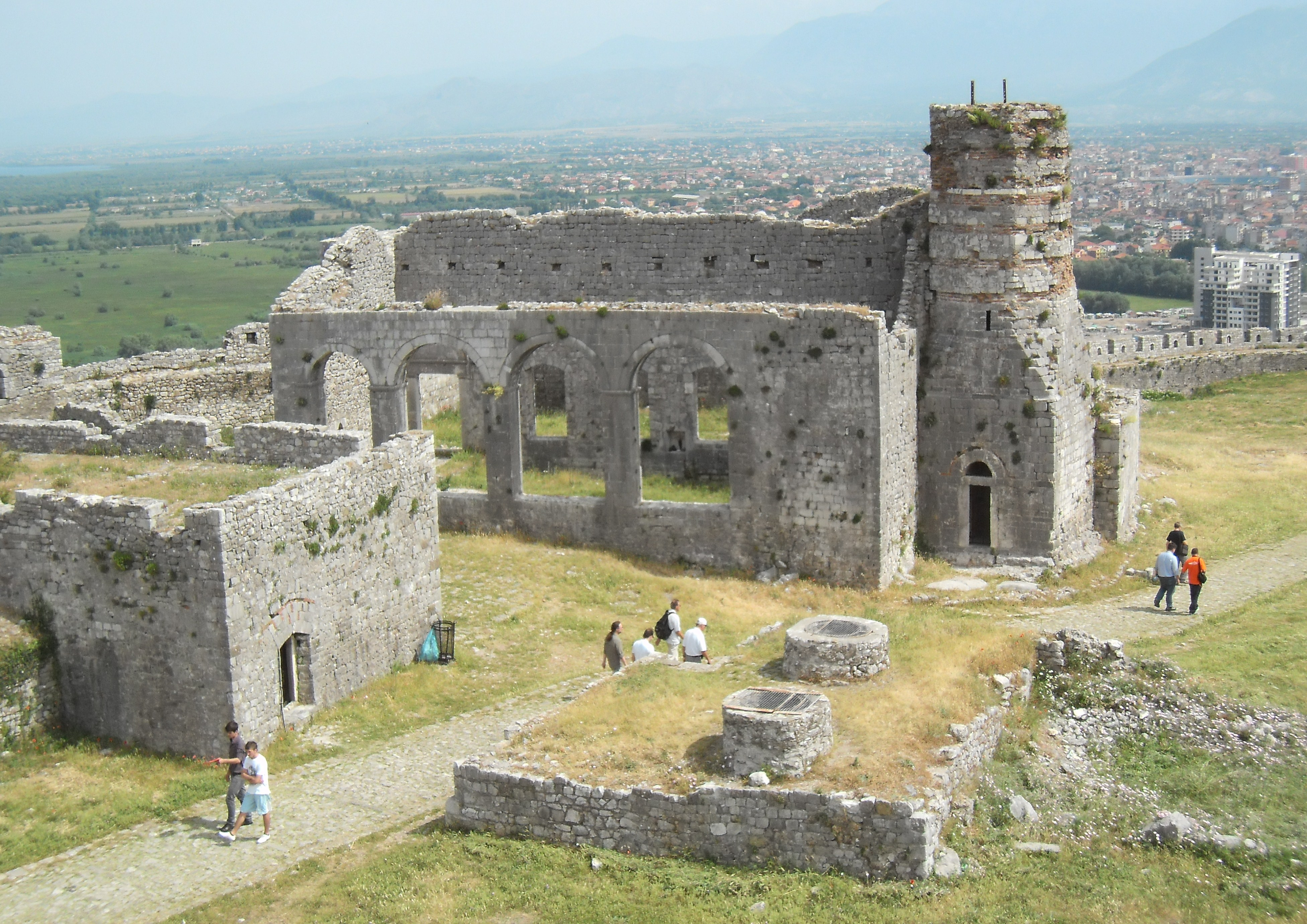
مسجد سلطان محمد فاتح

مسجد سلطان محمد فاتح (آلبانیایی: Xhamia e Sulltan Mehmet Fatihut), که به نام مسجد فاتح (آلبانیایی: Xhamia e Fatihut) هم شناخته می‌شود، یک مسجد مربوط به قرن سیزدهم میلادی است که درون Rozafa Castle در نزدیکی اشکودر، آلبانی واقع شده‌است. این مسجد در دوران حکومت امپراتوری عثمانی بر آلبانی ساخته شده‌است.